# Hugo Moura
Hugo Moura Arruda da Silva, mais conhecido apenas como Hugo Moura (Rio Claro, 3 de janeiro de 1998) é um futebolista brasileiro que atua como volante. Atualmente, defende o Vasco da Gama.

## Carreira

### Flamengo
Nascido no Rio Claro, Rio de Janeiro, Hugo Moura ingressou no time juvenil do Flamengo aos 12 anos. Em 2016, sofreu uma lesão e foi excluído da Copa São Paulo de Futebol Júnior de 2016, a qual sua equipe foi campeã na mesma competição. Em 17 de janeiro de 2018, ele fez sua estreia pela equipe profissional na vitória por 2 a 0 contra o Volta Redonda, no Campeonato Carioca de 2018. Oito dias depois, ele foi capitão do time sub-20 na final da Copa São Paulo de Futebol Júnior de 2018 contra o São Paulo, quando o seu time se saiu vitorioso.
Em 23 de novembro de 2018, Hugo Moura foi promovido oficialmente ao time profissional do Flamengo para a temporada de 2019. Sua estreia em 2019 aconteceu em 23 de janeiro, em um empate fora de casa por 1 a 1 contra o Resende, no Campeonato Carioca de 2019. Em 5 de maio de 2019, Hugo Moura jogou sua primeira partida na Série A no Estádio do Morumbi contra o São Paulo, ele começou a partida quando o técnico Abel Braga colocou todo o time com os reservas, a partida terminou em 1 a 1. Em 3 de setembro de 2019, o Flamengo estendeu contrato de Hugo Moura até dezembro de 2023.
Na sua primeira passagem pelo Flamengo, participou de 11 partidas e marcou nenhum gol. Mas, foi campeão de competições como a Florida Cup, Taça Rio, Campeonato Carioca, Copa Libertadores da América, Campeonato Brasileiro, Supercopa do Brasil, Recopa Sul-Americana e da Taça Guanabara.

### Coritiba
Em 30 de agosto de 2020, Hugo Moura foi transferido para o Coritiba por empréstimo até o final do Campeonato Brasileiro de 2020, em fevereiro de 2021. Sua estreia pela equipe alviverde aconteceu em 2 de setembro, entrando como substituto de Yan Sasse aos 64 minutos em um empate fora de casa por 0 a 0 contra o Botafogo, pela Série A de 2020.

### Retorno ao Flamengo
Após retornar do empréstimo ao Coritiba, Hugo marcou seu 2° gol profissional em seu 2° jogo pós retorno, em 24 de março de 2021, na vitória por 2 a 0 sobre o Botafogo, válido pela 5° rodada do Carioca.

### Lugano
Em 27 de julho de 2021, Hugo Moura foi emprestado ao Lugano, da Suíça, a pedido do treinador Abel Braga, com quem trabalhou no Flamengo em 2019.
No dia 8 de outubro de 2021, após não conseguir ser inscrito, retornou ao Flamengo sem sequer estrear pelo clube suiço.

### Athletico Paranaense
No dia 12 de janeiro de 2022, foi anunciado por empréstimo pelo Athletico Paranaense. No dia 19 de julho de 2022, foi adquirido em definitivo.
Em sua primeira temporada no Furacão, o  atleta disputou 44 partidas e saiu do banco em apenas cinco delas.
Hugo Moura encerrou sua passagem pelo Athletico onde disputou 104 jogos, marcou dois gols e deu uma assistência. Sua melhor fase no Furacão foi em 2022, quando o time ficou na segunda colocação da Libertadores.

### Vasco da Gama
Em 18 de abril de 2024, foi anunciado por empréstimo pelo Vasco da Gama.
Pela limitação que o Vasco estava tendo na temporada por escassez de um volante de marcação, já que Paulinho e Jair, atletas que cumprem a função estavam com uma grave lesão e ficariam afastados por quase toda a temporada, o treinador Ramón Díaz pediu a contratação de um volante com essa característica, e o alvo foi o atleta Marlon Freitas, do clube rival Botafogo, porém a proposta foi recusada. Com a rejeição, a diretoria negociou com o Athletico Paranaense a contratação do volante Hugo Moura, na qual o empréstimo e a venda foi concretizada.
O jogador chega ao clube por empréstimo até o fim da temporada, com obrigação de compra, quando assinará contrato até o fim de 2026.  Hugo estreou-se pelo Vasco em 19 de abril de 2024, diante do Fluminense, o duelo foi válido pela terceira rodada do Campeonato Brasileiro 2024 e o Cruzmaltino perdeu pelo placar de 2×1. Na partida, o atleta contribuiu com uma assistência para o gol de Vegetti. Em sua primeira entrevista como jogador do Vasco, ele minimizou o passado no clube arquirrival Flamengo e em sua opinião o clube tem elenco para brigar na parte de cima da tabela.
Em sua quarta partida com a camisa cruzmaltina, o atleta enfrentou seu ex clube, Athletico Paranaense, porém comprometeu sua equipe ao ser expulso nos minutos iniciais do jogo, e logo após a torcida adversária puxou o coro e gritou seu nome. Ao final do jogo, sua equipe saiu derrotada.
Além disso, por ter sido relacionado em quatro jogos, o jogador atingiu a meta simples de seu contrato de empréstimo, o que obriga o clube a contrata-lo em definitivo.
Ao longo da temporada, o atleta deu a volta por cima, superando as críticas. Em duelo decisivo contra o Athletico Paranaense, ele marcou um gol que ajudou seu clube avançar às semifinais da Copa do Brasil. No Campeonato Brasileiro, o atleta voltou a marcar contra o Cuiabá, partida que foi vencida graças a seu gol. Terminou a temporada como titular absoluto.

## Estatísticas
Atualizado até 7 de julho de 2021.

### Clubes
| Equipe               | Temporada         | Campeonato nacional | Campeonato nacional | Campeonato nacional | Copa nacional[a] | Copa nacional[a] | Copa nacional[a] | Competições continentais[b] | Competições continentais[b] | Competições continentais[b] | Outros torneios[c] | Outros torneios[c] | Outros torneios[c] | Total | Total | Total   |
| Equipe               | Temporada         | Jogos               | Gols                | Assist.             | Jogos            | Gols             | Assist.          | Jogos                       | Gols                        | Assist.                     | Jogos              | Gols               | Assist.            | Jogos | Gols  | Assist. |
| -------------------- | ----------------- | ------------------- | ------------------- | ------------------- | ---------------- | ---------------- | ---------------- | --------------------------- | --------------------------- | --------------------------- | ------------------ | ------------------ | ------------------ | ----- | ----- | ------- |
| Flamengo             | 2018              | —                   | —                   | —                   | —                | —                | —                | —                           | —                           | —                           | 1                  | 0                  | 0                  | 1     | 0     | 0       |
| Flamengo             | 2019              | 1                   | 0                   | 1                   | 0                | 0                | 0                | —                           | —                           | —                           | 5                  | 0                  | 0                  | 6     | 0     | 1       |
| Flamengo             | 2020              | 0                   | 0                   | 0                   | —                | —                | —                | —                           | —                           | —                           | 4                  | 0                  | 0                  | 4     | 0     | 0       |
| Flamengo             | 2021              | 5                   | 0                   | 0                   | 2                | 0                | 0                | 3                           | 0                           | 0                           | 10                 | 1                  | 0                  | 20    | 1     | 0       |
| Flamengo             | Total             | 6                   | 0                   | 1                   | 2                | 0                | 0                | 3                           | 0                           | 0                           | 20                 | 1                  | 0                  | 31    | 1     | 1       |
| Coritiba             | 2020              | 28                  | 1                   | 3                   | —                | —                | —                | —                           | —                           | —                           | —                  | —                  | —                  | 28    | 1     | 1       |
| Coritiba             | Total             | 28                  | 1                   | 3                   | 0                | 0                | 0                | 0                           | 0                           | 0                           | 0                  | 0                  | 0                  | 28    | 1     | 1       |
| Lugano               | 2021–22           | —                   | —                   | —                   | —                | —                | —                | —                           | —                           | —                           | —                  | —                  | —                  | 0     | 0     | 0       |
| Lugano               | Total             | 0                   | 0                   | 0                   | 0                | 0                | 0                | 0                           | 0                           | 0                           | 0                  | 0                  | 0                  | 0     | 0     | 0       |
| Athletico Paranaense | 2022              | 0                   | 0                   | 0                   | 0                | 0                | 0                | 0                           | 0                           | 0                           | 0                  | 0                  | 0                  | 0     | 0     | 0       |
| Athletico Paranaense | Total             | 0                   | 0                   | 0                   | 0                | 0                | 0                | 0                           | 0                           | 0                           | 0                  | 0                  | 0                  | 0     | 0     | 0       |
| Total na carreira    | Total na carreira | 34                  | 1                   | 4                   | 2                | 0                | 0                | 3                           | 0                           | 0                           | 20                 | 1                  | 0                  | 61    | 2     | 4       |

- a. ^ Jogos da Copa do Brasil
- b. ^ Jogos da Copa Libertadores da América
- c. ^ Jogos do Campeonato Carioca e Florida Cup

## Títulos
Flamengo
- Taça Guanabara: 2020 e 2021
- Supercopa do Brasil: 2020 e 2021
- Recopa Sul-Americana: 2020
- Campeonato Brasileiro: 2019
- Copa Libertadores da América: 2019
- Taça Rio: 2019
- Florida Cup: 2019
- Campeonato Carioca: 2019 e 2020 e 2021

Athletico-PR
- Campeonato Paranaense: 2023 e 2024

### Categoria de Base
Flamengo
- Copa São Paulo de Futebol Júnior: 2016 e 2018